# Pedro de Madrazo y Kuntz
Pedro de Madrazo y Kuntz, (Roma, 11 d'octubre de 1816 - Madrid, 20 d'agost de 1898) fou un pintor, escriptor i crític d'art espanyol.
Membre d'una il·lustre família d'artistes el seu pare va ser el pintor neoclàssic José Madrazo i la seva mare Isabel Kuntz Valentini, filla del pintor polonès Tadeusz Kuntz, els seus germans Federico de Madrazo, i Luis de Madrazo també artistes. Igual que el seu germà Federico va néixer a Roma quan el seu pare treballava en la capital italiana gràcies a una pensió concedida per Carles IV d'Espanya.
Va treballar com a professor d'art, i junt amb el seu germà Federico va fundar la revista El artista. Més tard va dirigir el Museu d'Art Modern de Madrid i va ser membre de la Reial Acadèmia de Belles Arts de San Fernando des de 1842 estant el seu director des de 1894, com també de la Reial Acadèmia de la Llengua des de 1881 i de la Reial Acadèmia de la Història des de 1858.

## Publicacions
- Catalogo de los cuadros del Real Museo de Pintura y Escultura de S.M., Aguado, Madrid, 1843-1893 (p
- El Real Museo de Madrid y las joyas de la pintura en España, J. J. Martinez, Madrid 1857-1859
- Viajes de tres siglos por las colecciones de cuadros de los reyes de España, 1884
- Joyas del arte en España, 1878 (col·lecció de litografiess)